# Rym głęboki
Rym głęboki – rym o poszerzonym, względem obowiązującej w danej literaturze normy, obszarze współbrzmienia. Na przykład „obieca – kobieca”, „entliczek – pentliczek”. Często ma charakter parechezy.